# Holocen
| Subdiviziunile Cuaternarului | Subdiviziunile Cuaternarului | Subdiviziunile Cuaternarului | Subdiviziunile Cuaternarului | Subdiviziunile Cuaternarului |
| Perioadă                     | Epocă                        | Vârstă                       | Vechime (milioane ani)       | Vechime (milioane ani)       |
| ---------------------------- | ---------------------------- | ---------------------------- | ---------------------------- | ---------------------------- |
| Cuaternar                    | Holocen                      | Meghalayan                   | 0                            | 0,0042                       |
| Cuaternar                    | Holocen                      | Northgrippian                | 0,0042                       | 0,0082                       |
| Cuaternar                    | Holocen                      | Greenlandian                 | 0,0082                       | 0,0117                       |
| Cuaternar                    | Pleistocen                   | 'Tarantian'                  | 0,0117                       | 0,126                        |
| Cuaternar                    | Pleistocen                   | 'Chibanian'                  | 0,126                        | 0,781                        |
| Cuaternar                    | Pleistocen                   | Calabrian                    | 0,781                        | 1,80                         |
| Cuaternar                    | Pleistocen                   | Gelasian                     | 1,80                         | 2,58                         |

Holocenul este actuala epocă geologică. A început acum aproximativ 11.650 de ani în urmă, după ultima perioadă glaciară. Holocenul este a doua etapă a Cuaternarului, după Pleistocen. Ar putea reprezenta o interglaciațiune
în cadrul Cuaternarului.
Holocenul corespunde cu proliferarea rapidă, creșterea și impactul speciilor umane la nivel mondial, inclusiv toată istoria sa scrisă, revoluțiile tehnologice, dezvoltarea civilizațiilor majore și tranziția către viața urbană din prezent. În iulie 2018, Uniunea Internațională de Științe Geologice a împărțit Holocenul în trei subsecțiuni distincte:
- Greenlandian, care se întinde de acum 11.650 de ani până acum 8.326 de ani
- Northgrippian, care se întinde de acum 8.326 de ani până acum 4.200 de ani
- Meghalayan, care se întinde de acum 4.200 de ani până în prezent

## Etimologie
Termenul Holocen provine din greaca veche și înseamnă "total nou" (ὅλος hólos, „întreg, total” și καινός kainós, „nou”).
Epoca mai este denumită și "epoca recentă" sau "aluvium". Impropriu i se mai spune și "postglaciar".

## Fluctuații climatice
Inițial se credea că holocenul este o etapă caldă a Cuaternarului, lispită de fluctuații climatice suficient de puternice pentru a afecta culturile preistorice sau viețile oamenilor care le purtau. Cercetări mai recente au arătat însă că nu este cazul, și că Holocenul a avut de-a lungul său mai multe fluctuații climatice reprezentând mici ere glaciare, înainte de a fi urmate de perioade de optim climatic, marcate de o temperatură mai ridicată. Cea mai recentă "mică eră glaciară a avut loc între secolul XV și secolul XVIII.